# صالح السعيد (لاعب كرة قدم مواليد 1999)
صالح محمد السعيد مواليد 9 مارس 1999 في السعودية، هو لاعب كرة قدم سعودي.

## مسيرة اللاعب
لعب سابقاً في نادي التعاون ونادي البكيرية ونادي النجمة ونادي الريان ونادي الحوراء.